# 야마노우치 유키
야마노우치 유키(일본어: 山之内 優貴, 1994년 9월 18일 ~ )는 일본의 전 축구 선수이다.

## 구단 경력
과거 기라반츠 기타큐슈, 오이타 트리니타에서 활동하였다.